# Cunipert
Cunipert (også: Cunibert, Cunincpert, ; ? – 700) var en langobardisk konge der regerede i sidste halvdel af det 6. århundrede – 688 – 700. Han var søn den tidligere konge Perctarit.
Cunipert var den første langobardiske konge der lod møntede mønter med sit ansigt på. Hans regeringstid var mærket af et oprør ledt af Alahis; en arianistisk hertug af Trento og Brescia, som også havde bekæmpet Cuniperts far, Perctarit, og nu igen indledte et oprør i 688 efter at Perctarit var død. Alahis havde til start meget fremgang, det lykkedes ham at få tvunget Cunipert ud af Pavia og få ham til at søge tilflugt på et slot på en ø midt i Comosøen. Men Alagis regering var hård og tyrannisk så han mistede snart folkets opbakning. Og endeligt i 689, med folkets og den katolske kirkes opbakning, kunne Cunipert igen gå i offensive. Med mænd fra Piemonte besejrede de Alagis med hans mænd fra Venedig i et blodig slag ved Coronate, ved floden Adda, nær Lodi. Alahis blev dræbt i slaget.
Cunipert nedkæmpede også mange andre forsøg på oprør i hans regeringstid, inklusiv et af Ansfrid af Friuli, som han med succes fik nedkæmpet og underlagt hans magt.
Cunipert havde også held med bilægge de skismatiske stridighederne i den italienske kirke mellem Aquileia og Grado.
Cunipert var gift med den angelsaksiske Hermelinda som fødte ham en søn Liutpert som efterfulgte ham på tronen efter hans død i år 700, omen han da stadig kun var barn. Men grundet en del oprører fra Agilolfinger-slægten, skulle han først igennem en længere borgerkrig.
Cunipert er begravet i Ticinum